# Thieves' Gold
Thieves' Gold er en amerikansk stumfilm fra 1918 af John Ford.

## Medvirkende
- Harry Carey - Cheyenne Harry
- Molly Malone -  Alice Norris
- John Cook - Uncle Larkin
- Martha Mattox
- Vester Pegg - Curt Simmons